# ريان بومان
ريان بومان (بالإنجليزية: Ryan Bowman) هو لاعب كرة قدم بريطاني، ولد في 30 نوفمبر 1991 في كارلايل في المملكة المتحدة. لعب مع دارلينجتون إف سى ونادي إكزتر سيتي ونادي توركي يونايتد ونادي كارلايل يونايتد ونادي ماذرويل ونادي هيرفورد ونادي ووركينغتون ونادي يورك سيتي.

## وصلات خارجية
- ريان بومان على موقع قاعدة بيانات كرة القدم.إي يو (الإنجليزية)
- ريان بومان على موقع Soccerbase.com (لاعب) (الإنجليزية)
- ريان بومان على موقع Soccerway.com (الإنجليزية)
- ريان بومان على موقع عالم كرة القدم.نت (الإنجليزية)